# Beker van België (voetbal)
De Beker van België is het Belgische bekertoernooi voor voetbalclubs dat sinds 1908 wordt gespeeld. Het begon met provinciale selecties als "Beker van de Belgische Provincies", maar vanaf 1912 is het een toernooi voor voetbalclubs. Het toernooi is een aantal keer onderbroken geweest. Sinds 2015 heet het toernooi de Croky Cup en is Croky de hoofdsponsor. De finale wordt traditioneel gespeeld in het Koning Boudewijnstadion te Brussel.
Club Brugge is de meest succesvolle club met 12 bekers in hun prijzenkast. De huidige bekerwinnaar is Club Brugge nadat het RSC Anderlecht klopte met 2-1. De bekerwinnaar krijgt een wisselbeker en kwalificeert zich voor de laatste voorronde van de UEFA Europa League en de Belgische supercup.

## Geschiedenis

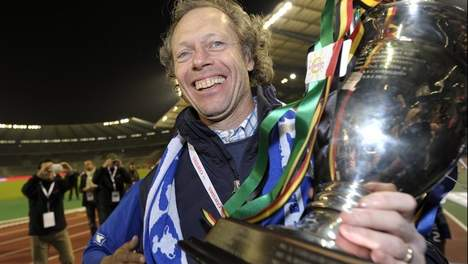
Michel Preud'homme mocht als trainer van KAA Gent in 2010 de beker in ontvangst nemen.

### Eerste nationale bekercompetities
De eerste Beker van België werd gespeeld in 1908. Deze eerste editie werd gespeeld met provinciale teams, waarin de beste spelers uit de verschillende provincies speelden. De winnaar zou een zilveren trofee krijgen uit handen van Prins Albert. Voetbal vierde in die tijd vooral hoogtij in het Brusselse en in Antwerpen. Ook West- en Oost-Vlaanderen (vooral het Brugse, maar ook in Gent) speelden een rol; in Wallonië was het vooral het Luikse dat een belangrijke plaats opeiste. Het was dan ook niet vreemd dat de finale gespeeld werd tussen West-Vlaanderen en Antwerpen. De West-Vlaamse ploeg won die eerste Belgische beker. Ook het jaar nadien werd volgens dezelfde formule gespeeld. Ditmaal trok Antwerpen aan het langste eind, na in de finale Brabant te verslaan. Het bleef echter bij deze twee bekerseizoenen.
In 1912 werd weer een bekercompetitie georganiseerd. Ditmaal konden de voetbalclubs deelnemen die uitkwamen in de nationale Eere Afdeeling (huidige Eerste klasse A) en Bevordering (vandaag opgesplitst in Eerste Klasse B en Eerste Nationale). De zestien clubs zouden via directe uitschakeling spelen voor de beker. Racing Club de Bruxelles haalde deze eerste Beker van België voor clubs binnen, na finalewinst tegen RC de Gand. Het jaar nadien werd opnieuw een beker georganiseerd voor clubs. Ditmaal werden ook voorrondes gespeeld, waar regionale clubs aan meededen. Na verlengingen in de finale pakte Union Saint-Gilloise de beker. Drie weken eerder was de ploeg ook al landskampioen geworden, waardoor ze dus de eerste dubbel in de Belgische voetbalgeschiedenis. Ook het volgende seizoen werd een gelijkaardige bekercompetitie ingericht, die opnieuw door Union werd binnengehaald.
Tijdens de Eerste Wereldoorlog werd er geen competitievoetbal gespeeld, en ook de Beker van België werd niet meer ingericht. Het duurde tot 1926/27 eer opnieuw een bekertoernooi werd georganiseerd, Deze editie werd gewonnen door R Cercle Sportif Brugeois als eerste Vlaamse ploeg. Cercle werd dat seizoen tevens landskampioen en pakte zo de tweede dubbel in het Belgisch voetbal. Het seizoen erop werd de beker niet meer georganiseerd nadat de topclubs geen verdere interesse toonden in de beker. Tijdens het interbellum zou de competitie nog eenmaal terugkeren. Zo werd in 1934/35 nog eens een Beker van België gespeeld. Ook in 1944 werd een bekertoernooi begonnen, dat echter niet werd afgemaakt.
Daarna duurde het tot 1953/54 voor een volgende editie. Deze werd voor het eerst gewonnen door een Waalse ploeg, Standard Luik. Het bekertoernooi werd drie jaar op rij gehouden. Ook nu daalde de interesse van de topclubs erg snel. Dit bereikte een dieptepunt in de editie van 1955/56. Veel ploegen uit de hoogste divisie stellen een reserveploeg op en zien doelbewust af van de bekercompetitie. Dit leidde tot de eerste en tot nu toe enige finale zonder een ploeg uit de hoogste klasse. RRC Tournaisien werd de eerste bekerwinnaar uit het tweede niveau. Na een stemming onder de profclubs werd het toernooi terug geschrapt uit de voetbalkalender.

### De poort naar Europa
De oprichting van de Europese Beker voor Bekerwinnaars is een van de voornaamste reden dat er vanaf het seizoen 1963/64 een jaarlijks toernooi kwam. De eerste 4 edities van deze Europese Beker hadden geen Belgische deelnemer, simpelweg omdat er geen Belgisch bekertoernooi was.
Sinds 1964 kwalificeerde de Belgische bekerwinnaar zich voor de Europese Beker voor Bekerwinnaars, tot deze Europese beker in 1999 werd afgeschaft. Vanaf dan werd aan de bekerwinnaar een plaats toegekend in de UEFA Cup en sinds 2009 in de UEFA Europa League. Vanaf 2021 zal de winnaar één voorronde moeten spelen om in de poulefase van de UEFA Europa League te raken. Aangezien clubs beduidend minder wedstrijden moeten spelen dan in de reguliere competitie om een Europees ticket te behalen, wordt de bekercompetitie ook wel 'De snelste weg naar Europa' genoemd. Hierdoor steeg de bekercompetitie in aanzien bij de grote clubs, waardoor de prestige van het toernooi nog meer steeg. Het waren dan ook de drie traditionele topclubs (Club Brugge, RSC Anderlecht en Standard Luik) die zich uiteindelijk het vaakste zouden plaatsen voor de finale. Club Brugge is de record bekerwinnaar met 12 bekers, gevolgd door 9 overwinningen van Anderlecht en 8 van Standard. Het lukte de Bruggelingen twee keer de dubbel te pakken, in de seizoenen 1976/77 en 1995/96. De Brusselaars doen net iets beter met drie dubbels in 1964/65, 1971/72 en 1993/94. De gestegen nationale interesse is ook te merken aan het succes van Belgische ploegen in de Europese Beker voor Bekerwinnaars. In totaal zouden er 7 finales worden gespeeld met Belgische teams. Anderlecht won deze Europese finale twee maal, in 1976 en 1978. KV Mechelen zou hem één maal winnen in 1988. Standard en Antwerp verloren elk één keer de finale, in 1982 en 1993 respectievelijk. België is zo het vierde beste land in de geschiedenis van Europacup II. Indien de bekerwinnaar zich via de competitie verzekert van een gelijkwaardig of beter (Champions League) Europees ticket, wordt het eerstvolgende ticket in de rangschikking van de competitie opgewaardeerd. In zo'n geval schuiven alle volgende tickets ook één plaats op.
KV Mechelen werd in 2019 zowel kampioen in 1B als in de beker, en won zo de kleine dubbel. Het was de tweede keer dat een ploeg uit het tweede niveau de beker won en, de eerste keer dat hieraan een Europees voetbal gekoppeld was. Echter mocht de ploeg niet aanvatten in de UEFA Europa League vanwege een uitspraak door het BAS in een omkoopschandaal. Hun plaats in de Europese bekercompetitie werd doorgeschoven op basis van de eindstand in de Jupiler Pro League en ging zo naar Standard Luik, waarop alle lagere tickets ook opschoven volgens de eindstand. Hierdoor was het uitgerekend verliezend finalist KAA Gent dat op de valreep nog Europees voetbal mocht spelen. Mechelen mocht tevens het volgende seizoen niet aanvatten in de Beker van België.

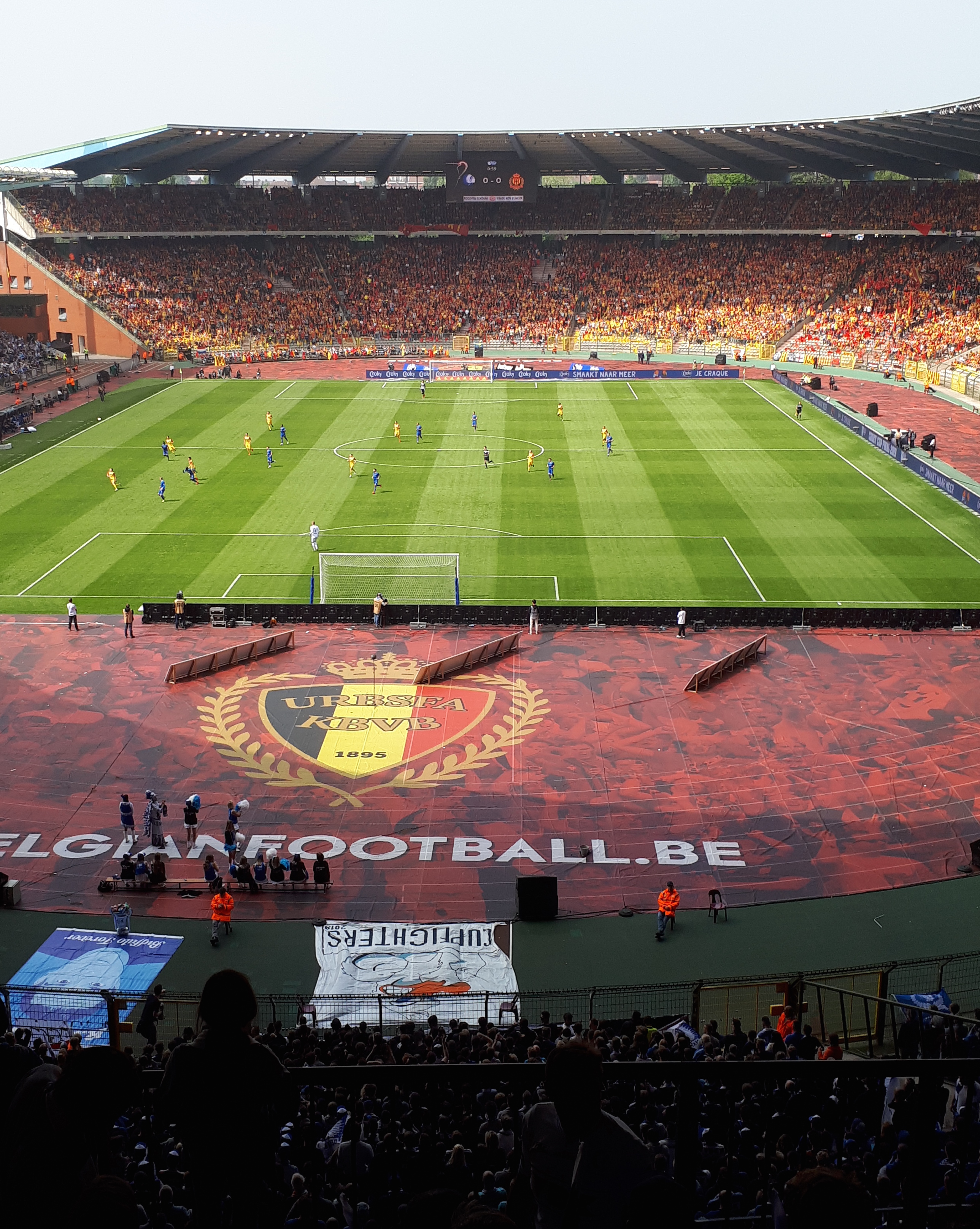
Foto tijdens de bekerfinale van 2019 tussen AA Gent en KV Mechelen vanuit het Gent vak in het Koning Boudewijnstadion.

### Stadions
Traditioneel worden de finales in en rond de hoofdstad afgewerkt. Alle edities voor de Tweede Wereldoorlog speelden zich af in Ukkel, Jette of Vorst. De finales van de drie edities in de jaren 50 werden telkens gespeeld in het Heizelstadion. Sinds de jaarlijkse terugkeer van de Beker van België in 1964, worden de finales ook daar steevast afgewerkt. De enige uitzonderingen hierop waren tussen 1985 en 1987 en tussen 1992 en 1995. Toen werden de finales vier keer gespeeld in het Constant Vanden Stockstadion te Anderlecht, twee keer in het Olympiastadion te Brugge en eenmaal in het Maurice Dufrasnestadion te Luik.
| Stadion                                   | Stad       | Finale                                      |
| ----------------------------------------- | ---------- | ------------------------------------------- |
| Heizelstadion / Koning Boudewijnstadion   | Brussel    | 1954-1956, 1964-1984, 1988-1991, 1996-heden |
| Constant Vanden Stockstadion / Lotto Park | Anderlecht | 1985, 1987, 1993, 1995                      |
| Maurice Dufrasnestadion                   | Luik       | 1994                                        |
| Olympiastadion / Jan Breydelstadion       | Brugge     | 1986, 1992                                  |
| Dudenpark / Jospeh Mariënstadion          | Vorst      | 1927, 1935                                  |
| De Ganzenvijver                           | Ukkel      | 1914                                        |
| Joseph Bensstraat 124 (terrein Union SG)  | Ukkel      | 1913                                        |
| Jetsesteenweg 501 (terrein Daring CB)     | Jette      | 1912                                        |

### Trofee

Wisselbeker van de Beker van België in gebruik sinds het seizoen 1963/64.

Een eerste wisselbeker werd gebruikt voor de drie edities in de jaren 50. Sinds 1964 tot op heden wordt een tweede ontwerp uitgereikt aan de bekerwinnaar. In tegenstelling tot de meeste bekercompetities in Europa vindt de ceremonie volledig plaats op het veld, en dus niet gedeeltelijk in de eretribune. De winnaar mag de beker elf maanden bijhouden, waarna hij terug naar de KBVB gaat. De huidige trofee van de Beker van België is dus een echte wisselbeker, waardoor de beker over de jaren wat ruwer geworden met enkele kleine blutsen en krassen. Elke speler en elk lid van de technische staf van de winnaar krijgt sinds de finale van 2023 een medaille. In de edities ervoor ontvingen ze elk een miniatuurversie van de beker. De scheidsrechters en verliezende ploeg krijgen elk aangepaste medailles.
Het huidig ontwerp is een zilveren beker met 2 oren. Aan de oren worden er linten vastgemaakt. Deze variëren tussen de kleuren van de Belgische vlag, de clubkleuren van de finalisten en de kleuren van de naamsponsor. Er is geen echte voor -en achterkant, maar wel een Nederlandstalige en Franstalige zijde. Op de Nederlandstalige zijde staat "Beker van België wisseltrofee aangeboden door dagblad Les Sports" te lezen. Op de Franstalige zijde staat "Coupe de Belgique challenge offert par le journal Les Sports" te lezen. Ook staat de winnaar van elke editie sinds 1964 op de beker gegraveerd voorafgaand door het jaar van de winst.

### Naamgeving
De eerste twee edities van de Beker van België werd gespeeld met provinciale teams. Het toernooi heette toen Coupe des Provinces Belges, of Beker der Belgische Provincies. De bekercompetitie heette voor de Eerste Wereldoorlog Coupe du Roi, of Beker van de Koning, al werd Beker van België ook al gebruikt. Deze beker werd drie keer gewonnen door een Brusselse ploeg. Elke editie na 1914 zou uiteindelijk de Beker van België worden genoemd.
In het seizoen 1995/96 krijgt de Beker voor het eerst een sponsornaam. Coca-Cola kocht voor 5 seizoenen de naamrechten en doopte de competitie om tot Coca-Cola Cup. Tussen 2001 en 2007 zou er geen sponsornaam zijn. Op 14 januari 2008 maakte de voetbalbond bekend dat Cofidis voor 300.000 euro de naamrechten van het bekertoernooi had gekocht. Uiteindelijk zouden er 8 edities gespeeld worden onder de naam Cofidis Cup. Nadat Club Brugge zijn elfde beker won in 2015, werd Croky de nieuwe hoofdsponsor van het toernooi. Tot op heden is de Croky Cup de sponsornaam van de Beker van België.
| Jaar        | Naam                           |
| ----------- | ------------------------------ |
| 1908-1909   | Beker der Belgische Provincies |
| 1912-1914   | Beker van de Koning            |
| 1927-heden  | Beker van België               |
| Sponsornaam |                                |
| 1996-2001   | Coca-Cola Cup                  |
| 2008-2015   | Cofidis Cup                    |
| 2016-heden  | Croky Cup                      |

## Competitie

### Deelnemers
In principe kan elke A-ploeg van een club die bij de KBVB is aangesloten een deelname aan de Beker van België afdwingen. Elk team uit de eerste vijf niveaus moet deelnemen, uitgezonderd de belofteploegen van clubs uit 1A en 1B. Ook nemen er verschillende clubs uit de provinciale reeksen deel. Provinciale ploegen zijn echter niet zomaar van deelname verzekerd. Elke provincie selecteert zijn clubs uit de ploegen die het verst raakten in de provinciale bekercompetitie, uit eender welke provinciale reeks, en vult deze aan met de hoogst geplaatste eersteprovincialers die zich nog niet konden kwalificeren.

### Speelschema
De Beker van België werkt met een knock-out systeem. Per ronde spelen clubs slechts één wedstrijd. Bij een gelijkspel na 90 minuten worden er meteen strafschoppen getrapt in de 1e tot en met 3e ronde. Vanaf de 4e ronde tot en met de finale volgen er eerst verlengingen. Enkel in de halve finales worden er heen -en terugwedstrijden gespeeld zonder uitdoelpuntenvoordeel.
De clubs die uitkomen in de laagste niveaus spelen vanaf de eerste ronde. Ploegen uit hogere competities komen er in latere rondes bij. De belofteploegen van 14 profclubs die vanaf het seizoen 2022/23 uitkomen in 1B, Eerste Nationale en de Tweede Afdeling mogen niet deelnemen aan de Beker van België.  
| Ronde        | Nieuwe ploegen                                                    | Niveau | Maand                   |
| ------------ | ----------------------------------------------------------------- | ------ | ----------------------- |
| 1e ronde     | Ploegen uit provinciale reeksen                                   | 6-9    | Juli                    |
| 2e ronde     | Alle ploegen uit de Derde Afdeling, uitgezonderd beloftenploegen  | 5      | Augustus                |
| 3e ronde     | Alle ploegen uit de Tweede Afdeling, uitgezonderd beloftenploegen | 4      | Augustus                |
| 4e ronde     | Alle ploegen uit Eerste Nationale, uitgezonderd beloftenploegen   | 3      | Augustus                |
| 5e ronde     | Geen                                                              | Geen   | Augustus                |
| 6e ronde     | Alle ploegen uit 1B, uitgezonderd beloftenploegen                 | 2      | September               |
| 1/16e finale | Alle ploegen uit 1A                                               | 1      | Oktober                 |
| 1/8e finale  | Geen                                                              | Geen   | December                |
| 1/4e finale  | Geen                                                              | Geen   | Januari                 |
| 1/2e finale  | Geen                                                              | Geen   | Februari (heen & terug) |
| Finale       | Geen                                                              | Geen   | Mei                     |

### Prijzengeld
De KBVB betaalt aan geen enkele club traditioneel prijzengeld uit. Kleinere ploegen krijgen bijvoorbeeld wel het thuisvoordeel tegen grotere ploegen in de eerste rondes. Zo krijgen ze toch een financiële boost met vollere tot uitverkochte stadions. Rond deze wedstrijden lanceren de amateurploegen vaak acties, bijvoorbeeld speciale sjaals, die hen extra aandacht en geld opleveren. De commerciële inkomsten die de voetbalbond ontvangt voor wedstrijden die live worden uitgezonden, worden wel verdeeld.
De bekerfinale is de enige wedstrijd waarbij er een bonus wordt betaald door de KBVB. De bekerwinnaar ontvangt 200.000 euro bovenop het bedrag van ongeveer 400.000 euro aan tv-rechten die worden verdeeld onder de twee finalisten. Dit gecombineerd met de recette uit de ticketverkoop en de sponsorinkomsten verdient de bekerwinnaar zo'n 1 miljoen euro. Het Europees ticket verzekert de ploeg tevens van de groepsfase van de UEFA Europa Conference League of, na voorrondes, de UEFA Europa League. Deelname aan de groepsfase van een van deze tornooien levert 3 tot 4 miljoen euro op.

## Finales

### Beker van de Belgische Provincies
| Jaar | Winnaar         | Uitslag | Verliezend finalist |
| ---- | --------------- | ------- | ------------------- |
| 1908 | West-Vlaanderen | 6-2     | Antwerpen           |
| 1909 | Antwerpen       | 5-2     | Brabant             |

### Beker van België
| Jaar                    | Winnaar                     | Uitslag                      | Verliezend finalist           |
| ----------------------- | --------------------------- | ---------------------------- | ----------------------------- |
| 1912                    | Racing Club de Bruxelles    | 1 – 0                        | Racing Club de Gand           |
| 1913                    | Union Saint-Gilloise        | 3 – 2 (n.v.)                 | CS Brugeois                   |
| 1914                    | Union Saint-Gilloise        | 4 – 1                        | FC Brugeois                   |
| 1915-1926 niet gespeeld |                             |                              |                               |
| 1927                    | RCS Brugeois                | 2 – 1                        | Tubantia FAC (III)            |
| 1928-1934 niet gespeeld |                             |                              |                               |
| 1935                    | Daring Club de Bruxelles    | 3 – 2                        | KM Lyra                       |
| 1936-1953 niet gespeeld |                             |                              |                               |
| 1954                    | Standard Luik               | 3 – 1                        | Racing Mechelen               |
| 1955                    | Antwerp FC                  | 4 – 0                        | Thor Waterschei               |
| 1956                    | RRC Tournaisien (II)        | 2 – 1                        | RCS Verviétois (II)           |
| 1957-1963 niet gespeeld |                             |                              |                               |
| 1964                    | KAA Gent                    | 4 – 2 (n.v.)                 | KFC Diest                     |
| 1965                    | RSC Anderlecht              | 3 – 2 (n.v.)                 | Standard Luik                 |
| 1966                    | Standard Luik               | 1 – 0                        | RSC Anderlecht                |
| 1967                    | Standard Luik               | 3 – 1 (n.v.)                 | KV Mechelen                   |
| 1968                    | Club Brugge                 | 1 – 1 (n.v.), (7 – 6) (n.s.) | Beerschot VAC                 |
| 1969                    | Lierse SK                   | 2 – 0                        | Royal Racing White            |
| 1970                    | Club Brugge                 | 6 – 1                        | Daring Club de Bruxelles (II) |
| 1971                    | Beerschot VAV               | 2 – 1 (n.v.)                 | Sint-Truidense VV             |
| 1972                    | RSC Anderlecht              | 1 – 0                        | Standard Luik                 |
| 1973                    | RSC Anderlecht              | 2 – 1                        | Standard Luik                 |
| 1974                    | KSV Waregem                 | 4 – 1                        | KSK Tongeren (II)             |
| 1975                    | RSC Anderlecht              | 1 – 0                        | Antwerp FC                    |
| 1976                    | RSC Anderlecht              | 4 – 0                        | Lierse SV                     |
| 1977                    | Club Brugge                 | 4 – 3                        | RSC Anderlecht                |
| 1978                    | KSK Beveren                 | 2 – 0                        | Charleroi SC                  |
| 1979                    | Beerschot VAV               | 1 – 0                        | Club Brugge                   |
| 1980                    | Thor Waterschei             | 2 – 1                        | KSK Beveren                   |
| 1981                    | Standard Luik               | 4 – 0                        | KSC Lokeren                   |
| 1982                    | Thor Waterschei             | 2 – 0                        | KSV Waregem                   |
| 1983                    | KSK Beveren                 | 3 – 1                        | Club Brugge                   |
| 1984                    | KAA Gent                    | 2 – 0                        | Standard Luik                 |
| 1985                    | Cercle Brugge               | 1 – 1 (n.v.), (5 – 4) (n.s.) | KSK Beveren                   |
| 1986                    | Club Brugge                 | 3 – 0                        | Cercle Brugge                 |
| 1987                    | KV Mechelen                 | 1 – 0                        | Club Liégeois                 |
| 1988                    | RSC Anderlecht              | 2 – 0                        | Standard Luik                 |
| 1989                    | RSC Anderlecht              | 2 – 0                        | Standard Luik                 |
| 1990                    | Club Liégeois               | 2 – 1                        | KFC Germinal Ekeren           |
| 1991                    | Club Brugge                 | 3 – 1                        | KV Mechelen                   |
| 1992                    | Antwerp FC                  | 2 – 2 (n.v.), (9 – 8) (n.s.) | KV Mechelen                   |
| 1993                    | Standard Luik               | 2 – 0                        | Charleroi SC                  |
| 1994                    | RSC Anderlecht              | 2 – 0                        | Club Brugge                   |
| 1995                    | Club Brugge                 | 3 – 1                        | KFC Germinal Ekeren           |
| 1996                    | Club Brugge                 | 2 – 1                        | Cercle Brugge                 |
| 1997                    | KFC Germinal Ekeren         | 4 – 2 (n.v.)                 | RSC Anderlecht                |
| 1998                    | KRC Genk                    | 4 – 0                        | Club Brugge                   |
| 1999                    | Lierse SK                   | 3 – 1                        | Standard Luik                 |
| 2000                    | KRC Genk                    | 4 – 1                        | Standard Luik                 |
| 2001                    | KVC Westerlo                | 1 – 0                        | KFC Lommelse SK (II)          |
| 2002                    | Club Brugge                 | 3 – 1                        | Excelsior Moeskroen           |
| 2003                    | RAA Louviéroise             | 3 – 1                        | Sint-Truidense VV             |
| 2004                    | Club Brugge                 | 4 – 2                        | KSK Beveren                   |
| 2005                    | Germinal Beerschot          | 2 – 1                        | Club Brugge                   |
| 2006                    | SV Zulte Waregem            | 2 – 1                        | Excelsior Moeskroen           |
| 2007                    | Club Brugge                 | 1 – 0                        | Standard Luik                 |
| 2008                    | RSC Anderlecht              | 3 – 2                        | KAA Gent                      |
| 2009                    | KRC Genk                    | 2 – 0                        | KV Mechelen                   |
| 2010                    | KAA Gent                    | 3 – 0                        | Cercle Brugge                 |
| 2011                    | Standard Luik               | 2 – 0                        | KVC Westerlo                  |
| 2012                    | KSC Lokeren Oost-Vlaanderen | 1 – 0                        | KV Kortrijk                   |
| 2013                    | KRC Genk                    | 2 – 0                        | Cercle Brugge                 |
| 2014                    | KSC Lokeren Oost-Vlaanderen | 1 – 0                        | SV Zulte Waregem              |
| 2015                    | Club Brugge                 | 2 – 1                        | RSC Anderlecht                |
| 2016                    | Standard Luik               | 2 – 1                        | Club Brugge                   |
| 2017                    | SV Zulte Waregem            | 3 – 3 (n.v.), (4 – 2) (n.s.) | KV Oostende                   |
| 2018                    | Standard Luik               | 1 – 0 (n.v.)                 | KRC Genk                      |
| 2019                    | KV Mechelen (II)            | 2 – 1                        | KAA Gent                      |
| 2020                    | Royal Antwerp FC            | 1 – 0                        | Club Brugge                   |
| 2021                    | KRC Genk                    | 2 – 1                        | Standard Luik                 |
| 2022                    | KAA Gent                    | 0 – 0 (n.v.), (4 – 3) (n.s.) | RSC Anderlecht                |
| 2023                    | Royal Antwerp FC            | 2 – 0                        | KV Mechelen                   |
| 2024                    | Union Sint-Gillis           | 1 – 0                        | Royal Antwerp FC              |
| 2025                    | Club Brugge                 | 2 - 1                        | RSC Anderlecht                |

## Statistieken

### Bekeroverwinningen en finaleplaatsen per team
Bij de finales zijn de jaren waarin de finale gewonnen werd in het vet weergegeven en de verloren finales cursief.
| Plaats | Club (stamnummer)                  | Winnaar | Verliezer | Finalist | Finale |  |
| ------ | ---------------------------------- | ------- | --------- | -------- | --- |  |
| 1      | Club Brugge (3)                    | 12      | 8         | 20       | 1913-14 · 1967-68 · 1969-70 · 1976-77 · 1978-79 · 1982-83 · 1985-86 · 1990-91 · 1993-94 · 1994-95 · 1995-96 · 1997-98 · 2001-02 · 2003-04 · 2004-05 · 2006-07 · 2014-15 · 2015-16 · 2019-20 · 2024-2025 |  |
|        |                                    |         |           |          | |  |
| 2      | RSC Anderlecht (35)                | 9       | 6         | 15       | 1964-65 · 1965-66 · 1971-72 · 1972-73 · 1974-75 · 1975-76 · 1976-77 · 1987-88 · 1988-89 · 1993-94 · 1996-97 · 2007-08 · 2014-15 · 2021-22 · 2024-2025                                                   |  |
|        |                                    |         |           |          | |  |
| 3      | Standard Luik (16)                 | 8       | 10        | 18       | 1953-54 · 1964-65 · 1965-66 · 1966-67 · 1971-72 · 1972-73 · 1980-81 · 1983-84 · 1987-88 · 1988-89 · 1992-93 · 1998-99 · 1999-00 · 2006-07 · 2010-11 · 2015-16 · 2017-18 · 2020-21                       |  |
|        |                                    |         |           |          | |  |
| 4      | KRC Genk (322)                     | 5       | 1         | 6        | 1997-98 · 1999-00 · 2008-09 · 2012-13 · 2017-18 · 2020-21 |  |
|        |                                    |         |           |          | |  |
| 5      | KAA Gent (7)                       | 4       | 2         | 6        | 1963-64 · 1983-84 · 2007-08 · 2009-10 · 2018-19 · 2021-22 |  |
| 5      | Royal Antwerp FC (1)               | 4       | 2         | 6        | 1954-55 · 1974-75 · 1991-92 · 2019-20 · 2022-23 · 2023-24 |  |
|        |                                    |         |           |          | |  |
| 7      | Union Sint-Gillis (10)             | 3       | -         | 3        | 1912-13 · 1913-14 · 2023-24 |  |
|        |                                    |         |           |          | |  |
| 8      | KV Mechelen (25)                   | 2       | 5         | 7        | 1966-67 · 1986-87 · 1990-91 · 1991-92 · 2008-09 · 2018-19 · 2022-23 |  |
| 8      | Cercle Brugge (12)                 | 2       | 5         | 7        | 1912-13 · 1926-27 · 1984-85 · 1985-86 · 1995-96 · 2009-10 · 2012-13 |  |
| 8      | KSK Beveren (2300)                 | 2       | 3         | 5        | 1977-78 · 1979-80 · 1982-83 · 1984-85 · 2003-04 |  |
| 8      | Germinal Beerschot (3530)          | 2       | 2         | 4        | 1989-90 · 1994-95 · 1996-97 · 2004-05 |  |
| 8      | SV Zulte Waregem (5381)            | 2       | 1         | 3        | 2005-06 · 2013-14 · 2016-17 |  |
| 8      | Lierse SK (30)                     | 2       | 1         | 3        | 1968-69 · 1975-76 · 1998-99 |  |
| 8      | KSC Lokeren (282)                  | 2       | 1         | 3        | 1980-81 · 2011-12 · 2013-14 |  |
| 8      | K. Waterschei SV Thor Genk (553)   | 2       | 1         | 3        | 1954-55 · 1979-80 · 1981-82 |  |
| 8      | K. Beerschot VAV (13)              | 2       | 1         | 3        | 1967-68 · 1970-71 · 1978-79 |  |
| 8      |                                    |         |           |          | |  |
| 17     | KVC Westerlo (2024)                | 1       | 1         | 2        | 2000-01 · 2010-11 |  |
| 17     | RFC de Liège (4)                   | 1       | 1         | 2        | 1986-87 · 1989-90 |  |
| 17     | KSV Waregem (4451)                 | 1       | 1         | 2        | 1973-74 · 1981-82 |  |
| 17     | R. Daring Club de Bruxelles (2)    | 1       | 1         | 2        | 1934-35 · 1969-70 |  |
| 17     | RAA Louviéroise (93)               | 1       | -         | 1        | 2002-03 |  |
| 17     | RRC Tournaisien (36)               | 1       | -         | 1        | 1955-56 |  |
| 17     | Racing Club de Bruxelles (6)       | 1       | -         | 1        | 1911-12 |  |
|        |                                    |         |           |          | |  |
| 24     | Excelsior Moeskroen (224)          | -       | 2         | 2        | 2001-02 · 2005-06 |  |
| 24     | Sint-Truidense VV (373)            | -       | 2         | 2        | 1970-71 · 2002-03 |  |
| 24     | Royal Charleroi Sporting Club (22) | -       | 2         | 2        | 1977-78 · 1992-93 |  |
| 24     | KV Oostende (31)                   | -       | 1         | 1        | 2016-17 |  |
| 24     | KV Kortrijk (19)                   | -       | 1         | 1        | 2011-12 |  |
| 24     | KFC Lommelse SK (1986)             | -       | 1         | 1        | 2000-01 |  |
| 24     | KSK Tongeren (54)                  | -       | 1         | 1        | 1973-74 |  |
| 24     | Royal Racing White (47)            | -       | 1         | 1        | 1968-69 |  |
| 24     | KFC Diest (41)                     | -       | 1         | 1        | 1963-64 |  |
| 24     | RCS Verviétois (8)                 | -       | 1         | 1        | 1955-56 |  |
| 24     | Racing Mechelen (24)               | -       | 1         | 1        | 1953-54 |  |
| 24     | KM Lyra (52)                       | -       | 1         | 1        | 1934-35 |  |
| 24     | Tubantia FAC (64)                  | -       | 1         | 1        | 1926-27 |  |
| 24     | Racing Club de Gand (11)           | -       | 1         | 1        | 1911-12 |  |

### Topschutter
Oplijsting van spelers die meer dan 20 goals scoorden in de eindfase van de Beker van België.
| Plaats                           | Naam               | Doelpunten | Wedstrijden | Clubs                                                                                             |
| -------------------------------- | ------------------ | ---------- | ----------- | ------------------------------------------------------------------------------------------------- |
| 1                                | Jan Ceulemans      | 46         | 70          | Club Brugge, Lierse SK                                                                            |
|                                  |                    |            |             |                                                                                                   |
| 2                                | Paul Van Himst     | 34         | 44          | Anderlecht                                                                                        |
| 2                                | Eddie Krncevic     | 34         | 46          | Cercle Brugge, Anderlecht, RFC Luik, Eendracht Aalst, R. Charleroi SC                             |
|                                  |                    |            |             |                                                                                                   |
| 4                                | Ronny Martens      | 30         | 51          | Anderlecht, KSK Beveren, KAA Gent, KV Mechelen, Boom FC                                           |
| 4                                | Erwin Albert       | 30         | 53          | KSK Beveren                                                                                       |
| 4                                | Alex Czerniatyński | 30         | 74          | R. Charleroi SC, R. Antwerp FC, Anderlecht, Standard Luik, KV Mechelen, Germinal Ekeren, RFC Luik |
|                                  |                    |            |             |                                                                                                   |
| 7                                | Zvonko Varga       | 25         | 36          | RFC Luik                                                                                          |
| 7                                | Gert Verheyen      | 25         | 66          | Lierse SK, Anderlecht, Club Brugge                                                                |
|                                  |                    |            |             |                                                                                                   |
| 9                                | Gunther Hofmans    | 22         | 43          | Germinal Ekeren                                                                                   |
| 9                                | Marc Degryse       | 22         | 58          | Club Brugge, RSC Anderlecht, KAA Gent, Germinal Beerschot                                         |
| 9                                | Jan Mulder         | 22         | 58          | Anderlecht                                                                                        |
| 9                                | Luc Ernès          | 22         | 66          | RFC Luik, RWDM, CS Visé                                                                           |
| Geactualiseerd: 17 december 2022 |                    |            |             |                                                                                                   |

## Uitzendrechten

### Nationale uitzendrechten
De uitzendrechten van de Beker zijn in handen van Eleven Sports. De KBVB verplicht echter dat wedstrijden die nationaal worden uitgezonden gratis te bekijken zijn. Hierdoor zendt Eleven de matchen niet zelf uit, maar verkoopt het de rechten door aan free-to-view zenders. Bekerwedstrijden worden hierdoor in Vlaanderen uitgezonden door DPG Media (op VTM 2), en in de Franstalige Gemeenschap door RTL Group (op Club RTL). DPG Media verkoopt op hun beurt sommige wedstrijden door aan de VRT, deze dan te bekijken zijn op Sporza. De finale is in Vlaanderen sinds 2022 terug op Sporza.
Clubs hebben de toestemming om de wedstrijden die niet zijn gekozen door de bovengenoemde uitzenders zelf uit te zenden. Regionale omroepen proberen vaak de uitzendrechten te kopen wanneer er een streekduel uit hun regio plaatsvindt die niet werd geselecteerd. Ook in deze gevallen moet de wedstrijd gratis te bekijken zijn.

### Internationale uitzendrechten[Noot 4]
Aangezien Eleven Sports ook de uitzendrechten bezit voor de 1A, 1B, de Supercup en Women's Super League, zijn de buitenlandse omroepen grotendeels gelijklopend.
| Gebied                | Omroep              |
| --------------------- | ------------------- |
| Europa                |                     |
| Nederland             | Ziggo Sport         |
| Portugal              | Eleven Sports       |
| Duitsland             | Sport 1+            |
| Oostenrijk            | Sport 1+            |
| Zwitserland           | Sport 1+            |
| Verenigd Koninkrijk   | Mola                |
| Italië                | Mola                |
| Bosnië en Herzegovina | Arena Sport         |
| Kroatië               | Arena Sport         |
| Montenegro            | Arena Sport         |
| Noord Macedonië       | Arena Sport         |
| Servië                | Arena Sport         |
| Slovenië              | Arena Sport         |
| Armenië               | Setanta Sports      |
| Wit-Rusland           | Setanta Sports      |
| Estland               | Setanta Sports      |
| Letland               | Setanta Sports      |
| Litouwen              | Setanta Sports      |
| Moldavië              | Setanta Sports      |
| Oekraïne              | Setanta Sports      |
| Georgië               | Setanta Sports      |
| Griekenland           | Nova Sports         |
| Cyprus                | Nova Sports         |
| Turkije               | Tivibu Spor         |
| Amerika               |                     |
| Verenigde Staten      | ESPN+               |
| Caraïben              | ESPNPlay Caribbean  |
| Latijns-Amerika       | Star+               |
| Azië                  |                     |
| Japan                 | DAZN                |
| Oost-Timor            | Mola                |
| Azerbeidzjan          | Setanta Sports      |
| Kazachstan            | Setanta Sports      |
| Kirgizië              | Setanta Sports      |
| Tadzjikistan          | Setanta Sports      |
| Turkmenistan          | Setanta Sports      |
| Oezbekistan           | Setanta Sports      |
| Oceanië               |                     |
| Australië             | WatchESPN Australia |

## Voetnoten
1. ↑  Indien het stadion geen naam had staat het adres in ''cursief'' met de vaste bespelers tussen haakjes ernaast.
2. ↑  Clubs in ''cursief'' bestaan niet meer (stamnummer geschrapt).
3. ↑  De finales van KFC Germinal Beerschot Antwerpen (3530) tot en met 1997 werden gespeeld als KFC Germinal Ekeren (3530).
4. ↑  Deze lijst is niet-exhaustief en kan veranderen doorheen de tijd.

| Bronnen en referenties 1. 2. 3. 4. 5. 6. 7. 8. 9. 10. 11. 12. 13. 14. 15. 16. 17. 18. 19. 20. 21. 22. 23. |

1911/12 · 1912/13 · 1913/14 · 1914/15 · 1915/16 · 1916/17 · 1917/18 · 1918/19 · 1919/20 · 1920/21 · 1921/22 · 1922/23 · 1923/24 · 1924/25 · 1925/26 · 1926/27 · 1927/28 · 1928/29 · 1929/30 · 1930/31 · 1931/32 · 1932/33 · 1933/34 · 1934/35 · 1935/36 · 1936/37 · 1937/38 · 1938/39 · 1939/40 · 1940/41 · 1941/42 · 1942/43 · 1943/44 · 1944/45 · 1945/46 · 1946/47 · 1947/48 · 1948/49 · 1949/50 · 1950/51 · 1951/52 · 1952/53 · 1953/54 · 1954/55 · 1955/56 · 1956/57 · 1957/58 · 1958/59 · 1959/60 · 1960/61 · 1961/62 · 1962/63 · 1963/64 · 1964/65 · 1965/66 · 1966/67 · 1967/68 · 1968/69 · 1969/70 · 1970/71 · 1971/72 · 1972/73 · 1973/74 · 1974/75 · 1975/76 · 1976/77 · 1977/78 · 1978/79 · 1979/80 · 1980/81 · 1981/82 · 1982/83 · 1983/84 · 1984/85 · 1985/86 · 1986/87 · 1987/88 · 1988/89 · 1989/90 · 1990/91 · 1991/92 · 1992/93 · 1993/94 · 1994/95 · 1995/96 · 1996/97 · 1997/98 · 1998/99 · 1999/00 · 2000/01 · 2001/02 · 2002/03 · 2003/04 · 2004/05 · 2005/06 · 2006/07 · 2007/08 · 2008/09 · 2009/10 · 2010/11 · 2011/12 · 2012/13 · 2013/14 · 2014/15 · 2015/16 · 2016/17 · 2017/18 · 2018/19 · 2019/20 · 2020/21 · 2021/22 · 2022/23 · 2023/24 · 2024/25